# Rohrhardsberg, Obere Elz und Wilde Gutach
Das FFH-Gebiet Rohrhardsberg, Obere Elz und Wilde Gutach in Baden-Württemberg wurde 2005 durch das Regierungspräsidium Freiburg angemeldet. Mit Verordnung des Regierungspräsidiums Freiburg zur Festlegung der Gebiete von gemeinschaftlicher Bedeutung vom 25. Oktober 2018 (in Kraft getreten am 11. Januar 2019) wurde das Schutzgebiet ausgewiesen.

## Lage
Das 3984,4 Hektar große Schutzgebiet Rohrhardsberg, Obere Elz und Wilde Gutach liegt in den Naturräumen Hochschwarzwald, Mittlerer und Südöstlicher Schwarzwald. Es liegt zu 72 % im Landkreis Emmendingen mit den Gemeinden Elzach und Simonswald, zu 27 % im Schwarzwald-Baar-Kreis mit den Gemeinden Furtwangen im Schwarzwald, Gütenbach, Schönwald im Schwarzwald und Schonach im Schwarzwald und zu 1 % im Landkreis Breisgau-Hochschwarzwald mit der Gemeinde St. Märgen.

## Schutzzweck

### Lebensraumtypen
Folgende Lebensraumtypen nach Anhang I der FFH-Richtlinie kommen im Gebiet vor:
| EU Code | * | Lebensraumtyp (offizielle Bezeichnung)                                                                          | Kurzbezeichnung                              |
| ------- | - | --- | -------------------------------------------- |
| 3260    |   | Flüsse der planaren bis montanen Stufe mit Vegetation des Ranunculion fluitantis und des Callitricho-Batrachion | Fließgewässer mit flutender Wasservegetation |
| 4030    |   | Trockene europäische Heiden                                                                                     | Trockene Heiden                              |
| 5130    |   | Formationen von Juniperus communis auf Kalkheiden und -rasen                                                    | Wacholderheiden                              |
| 6230    | * | Artenreiche montane Borstgrasrasen (und submontan auf dem europäischen Festland) auf Silikatböden               | Artenreiche Borstgrasrasen                   |
| 6430    |   | Feuchte Hochstaudenfluren der planaren und montanen bis alpinen Stufe                                           | Feuchte Hochstaudenfluren                    |
| 6510    |   | Magere Flachland-Mähwiesen (Alopecurus pratensis, Sanguisorba officinalis)                                      | Magere Flachland-Mähwiesen                   |
| 6520    |   | Berg-Mähwiesen                                                                                                  | Berg-Mähwiesen                               |
| 7110    |   | Lebende Hochmoore                                                                                               | Naturnahe Hochmoore                          |
| 7120    | * | Noch renaturierungsfähige degradierte Hochmoore                                                                 | Geschädigte Hochmoore                        |
| 7140    |   | Übergangs- und Schwingrasenmoore                                                                                | Übergangs- und Schwingrasenmoor              |
| 7230    |   | Kalkreiche Niedermoore                                                                                          | Kalkreiche Niedermoore                       |
| 8150    |   | Kieselhaltige Schutthalden der Berglagen Mitteleuropas                                                          | Silikatschutthalden                          |
| 8220    |   | Silikatfelsen mit Felsspaltenvegetation                                                                         | Silikatfelsen mit Felsspaltenvegetation      |
| 9110    |   | Hainsimsen-Buchenwald (Luzulo-Fagetum)                                                                          | Hainsimsen-Buchenwald                        |
| 9180    |   | Schlucht- und Hangmischwälder Tilio-Acerion                                                                     | Schlucht- und Hangmischwälder                |
| 91D0    | * | Moorwälder | Moorwälder                                   |
| 91E0    | * | Auen-Wälder mit Alnus glutinosa und Fraxinus excelsior (Alno-Padion, Alnion incanae, Salicion albae)            | Auenwälder mit Erle, Esche, Weide            |
| 9410    |   | Montane bis alpine bodensaure Fichtenwälder (Vaccinio-Piceetea)                                                 | Bodensaure Nadelwälder                       |

### Arteninventar
Folgende Arten von gemeinschaftlichem Interesse kommen im Gebiet vor:
| Bild             | EU Code | * | Art                 | wissenschaftlicher Name     | Artengruppe           |
| ---------------- | ------- | - | ------------------- | --------------------------- | --------------------- |
| Spanische Flagge | 1078    | * | Spanische Flagge    | Callimorpha quadripunctaria | Schmetterlinge        |
| Steinkrebs       | 1093    | * | Steinkrebs          | Austropotamobius torrentium | Krebse                |
| Bachneunauge     | 1096    |   | Bachneunauge        | Lampetra planeri            | Fische und Rundmäuler |
| Groppe           | 1163    |   | Groppe              | Cottus gobio                | Fische und Rundmäuler |
|                  | 1387    |   | Rogers Goldhaarmoos | Orthotrichum rogeri         | Moose                 |

### Zusammenhängende Schutzgebiete
Folgende Naturschutzgebiete liegen ganz oder Teilweise innerhalb des FFH-Gebiets:
- Yacher Zinken
- Rohrhardsberg-Obere Elz
- Kostgefäll
- Prechtaler Schanze-Ecklesberg
- Briglirain
- Kohlersloch
- Häuslematt
- Günterfelsen und Umgebung